# Dryadula
Dryadula là một chi bướm trong họ Nymphalidae.

## Các loài
- Dryadula ater
- Dryadula deleta
- Dryadula lutulenta
- Dryadula phaetusa
- Dryadula stupenda